# Drieklauwdubbelkopje
Het drieklauwdubbelkopje (Diplocephalus permixtus) is een spinnensoort in de taxonomische indeling van de hangmatspinnen (Linyphiidae).
Het dier komt uit het geslacht Diplocephalus. Diplocephalus permixtus werd in 1871 beschreven door Octavius Pickard-Cambridge.